# Warren (Australie)
Pour les articles homonymes, voir Warren.
Warren est une ville du nord-ouest de la Nouvelle-Galles du Sud en Australie. En 2006, 1 654 habitants sont recensés dans la commune.
Située à 120 kilomètres au nord-ouest de Dubbo, la ville est un important centre de transformation de la laine et du coton.